# Hossam Hassan (1989)
Hossam Hassan Mohamed Abdalla (Em árabe: حسام حسن محمد عبدالله; nascido em 30 de abril de 1989 na cidade do Cairo, Egito) é um futebolista profissional egípcio que atua como volante para o time Ceramica Cleopatra FC. 

## Carreira
Hossam Hassan integrou do elenco da Seleção Egípcia de Futebol da Olimpíadas de 2012.